# 演化網路
演化網路（英語：Phylogenetic network）是以圖來表示生物的核酸序列、基因、染色體、基因組、和物種之间演化的關係。演化樹(英語：Phylogenetic tree)的樹狀結構不足以表達生物演化關係中雜交、基因水平轉移、遺傳重組、和基因重複等事件，因此演化網路容許在圖上存在些混合节點來表達此類關係。演化樹是演化網路的一個子集。演化網路可以被推測和被軟件可視化例如SplitsTree以及最近的軟件，Dendroscope。